# Andreas Alariesto
Andreas Alareisto (ur. 11 grudnia 1900 w Sodankylä, zm. 29 listopada 1989 tamże) – artysta i malarz prymitywista z Sompio w Laponii. W jego malarstwie dominują lapońskie krajobrazy, legendy i inne tematy tradycyjne. Poza malarstwem Alariesto zajmował się również innymi formami artystycznymi, jak np. fotografią i rzeźbą. 
Alariesto był artystą samoukiem, nie pobierał nigdy żadnych nauk z dziedziny sztuki. Jego postać stała się znana w latach 70. XX wieku, w okresie mody na sztukę prymitywną. Motywacja do tworzenia powstała jednak wcześniej; już w latach 50. zaczął się kształtować jego styl. W latach 70. zostały zorganizowane oficjalne wystawy jego dzieł w Helsinkach i Rovaniemi. Dopiero od tego momentu stał się artystą publikowanym i uznanym, mimo że tworzył już w młodości. 
W Sodankylä znajduje się stała ekspozycja poświęcona jego twórczości, zlokalizowana w starym budynku urzędu gminnego. Finansowana jest ze środków gminnych, jak również z pieniędzy fundacji Riikki i Andreasa Alariesto.